# موريس غولدمان
موريس غولدمان (بالإنجليزية: Maurice Goldman)‏ هو موزع وملحن أمريكي، ولد في 1910، وتوفي في 1984.

## وصلات خارجية
- موريس غولدمان على موقع IMDb (الإنجليزية)
- موريس غولدمان على موقع ميوزك برينز (الإنجليزية)